# Kiril Kotew
Kyril Christow Kotew (auch Kiril Hristov Kotev geschrieben, bulgarisch Кирил Христов Котев; * 18. April 1982 in Plowdiw, Bulgarien) ist ein ehemaliger bulgarischer Fußballspieler.

## Karriere
Die Karriere von Kotew begann im Jahr 1998 beim FC Welbaschd. Er konnte sich nicht durchsetzen und ging im Jahr 2001 zu Widima-Rakowski Sewliewo in die B Grupa. Im Jahr 2002 nahm ihn Erstligist Lokomotive Plowdiw unter Vertrag. Dort wurde er zum Stammspieler in der Innenverteidigung und gewann mit seinem Team die Meisterschaft 2004. Anfang 2006 verpflichtete ihn der bulgarische Rekordmeister ZSKA Sofia. Bei ZSKA konnte er die Meisterschaft 2008 gewinnen und in der Saison 2009/10 die Gruppenphase der Europa League erreichen. Anfang 2010 verließ er den Klub und kehrte zu Lokomotive Plowdiw zurück. In der Spielzeit 2010/11 kam er dort nur zu fünf Einsätzen. Im Sommer 2011 wechselte er zu Dalian Aerbin in die chinesische League One. Dort beendete er die Saison 2011 mit dem Aufstieg.
Kotew war im ersten Halbjahr 2012 zunächst ohne Verein, ehe er sich im Sommer erneut Lokomotive Plowdiw anschloss. Im Sommer 2013 wechselte er zu Ligakonkurrent Tscherno More Warna, wo er einen Stammplatz in der Abwehr innehatte und im Jahr 2015 den bulgarischen Pokal gewinnen konnte. Anschließend nahm ihn abermals Lokomotive Plowdiw unter Vertrag, wo er noch zwei Jahre spielte. Im Sommer 2017 ging er zu ZSKA 1948 Sofia in die dritte bulgarische Liga. Nach dem Aufstieg seines Teams im Sommer 2018 beendete er seine Laufbahn.

## Erfolge
- Bulgarischer Meister: 2004 (mit Lokomotive Plowdiw), 2008 (mit ZSKA Sofia)
- Bulgarischer Pokalsieger: 2006 (mit ZSKA Sofia), 2015 (mit Tscherno More Warna)
- Bulgarischer Supercup-Gewinner: 2004 (mit Lokomotive Plowdiw), 2008 (mit ZSKA Sofia)